# 15 Anos Tour
Tournées par Rouge
Chá Rouge
(2017)
Le 15 Anos est une tournée de concerts donnée par le girl group brésilien Rouge. La tournée comprendra les quatre albums studio du groupe : Rouge (2002), C'est la Vie (2003), Blá Blá Blá (2004) et Mil e Uma Noites (2005),,.

## Dates
| Date                      | Ville          | Pays   | Lieu                                 | Première partie | Affluence | Revenu |
| ------------------------- | -------------- | ------ | ------------------------------------ | --------------- | --------- | ------ |
| Étape 1 - Amérique du Sud |                |        |                                      |                 |           |        |
| 27 janvier 2018           | Fortaleza      | Brésil | Centro de Eventos do Ceará           | NC              | -         | -      |
| 2 février 2018            | Belo Horizonte | Brésil | Km de Vantagens Hall                 | NC              | -         | -      |
| 9 février 2018            | Florianópolis  | Brésil | Stage Music Park                     | NC              | -         | -      |
| 10 février 2018           | Joinville      | Brésil | Yelo Stage                           | NC              | -         | -      |
| 13 février 2018           | Salvador       | Brésil | Atlantic Towes                       | NC              | -         | -      |
| 9 mars 2018               | Curitiba       | Brésil | Live                                 | NC              | -         | -      |
| 10 mars 2018              | Porto Alegre   | Brésil | Pepsi on Stage                       | NC              | -         | -      |
| 24 mars 2018              | Brasília       | Brésil | NET Live                             | NC              | -         | -      |
| 7 avril 2018              | Vila Velha     | Brésil | Shopping Vila Velha Événements Arena | NC              | -         | -      |
| 14 avril 2018             | Belém          | Brésil | Hangar                               | NC              | -         | -      |

## Liste des références
1. ↑  (pt-BR) « Rouge marca primeira data da nova turnê nacional », sur Popline, 6 décembre 2017 (consulté le 14 décembre 2017)
2. ↑  (pt-BR) « Rouge confirma show em camarote no Carnaval de Salvador », sur Popline, 8 décembre 2017 (consulté le 14 décembre 2017)
3. ↑  (pt-BR) « Depois de Fortaleza, Rouge anuncia shows em outras três capitais », sur Popline, 7 décembre 2017 (consulté le 14 décembre 2017)